# متحف بيت عزير حاجبايوف (شوشا)
متحف بيت عزير حجيبيلي (شوشا) (بالأذرية: Üzeyir Hacıbəyovun ev-muzeyi (Şuşa)) - هو المتحف بيت عزير حاجبايوف الذي ولد فيها الملحن الأذربيجاني الشهير عزير حاجبايوف.

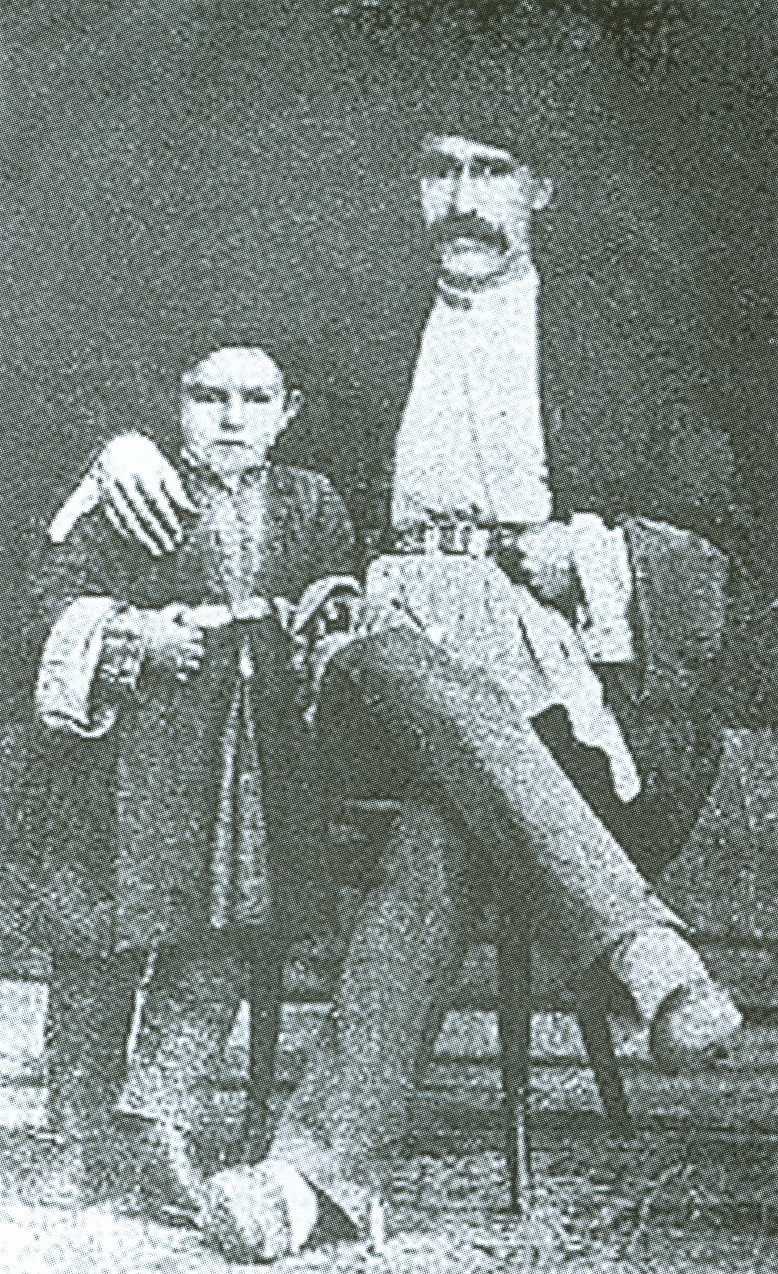
عزير حجيبيلي مع والده في شاكي

## تاريخ المتحف
تم التأسيس متحف بيت عزير حاجبايوف في 1959، في مدينة شوشا، شارع ميرزا فتالي أخوندوف، 19.
و تعامل المتحف حتى احتلال القوات المسلحة لجمهورية الأرمن لشوشا.
احتفلت اليونسكو باليوبيل المئويّة لعزير حجيبيلي.
قبل الاحتلال، تم الاحتفاظ بنحو 1700 معرضا في المتحف.
خلال الاحتلال، تم جلب المعارض إلى باكو. تم التدمير حوالي 1600 معرضا من قبل أرمين.
في 8 مايو 1992، توقف المتحف نشاطه بعد احتلال شوشا من قبل القوات المسلحة أرمينيا الأرمن.